# Charlotte Klein
Pour les articles homonymes, voir Klein.
Charlotte Bolette Klein, née Unna le 29 octobre 1834 à Helsingør et morte le 9 mars 1915 à Frederiksberg (Copenhague), est une éducatrice danoise, militante pour les droits des femmes. 
Enseignante, elle est directrice de la Tegne- og Kunstindustriskolen for Kvinder (École des Arts et Métiers pour femmes) de Copenhague du milieu des années 1870 à 1907. Membre de la Société des femmes danoises, elle était une fervente partisane du droit de vote des femmes. Peu avant sa mort, elle publie ses idées dans Hvad jeg venter af Kvinderne (Ce que j'attends des femmes),,.

## Biographie
Née le 29 octobre 1834 à Helsingør, Charlotte Bolette Unna est la fille du marchand Simon Unna (1792–1852) et de Johanne Marie Schrøder (1800–1877). Élevée dans un foyer aisé, elle reçoit une bonne éducation générale, notamment des cours de piano. Dès l'âge de 12 ans, elle manifeste un vif intérêt pour la place de la femme dans la société. 
Elle noue une étroite amitié avec la féministe Mathilde Fibiger qui s'installe à Helsingør en 1864. Son mari, l'architecte Vilhelm Klein (da) qu'elle épouse en octobre 1866, soutient également de meilleures conditions de vie pour les femmes. Encouragée par Fibiger, elle devient en 1871 un membre enthousiaste de la Société des femmes danoises nouvellement créée. L'un des principaux objectifs de la Société est de créer des écoles où les femmes pourront recevoir une formation leur permettant de travailler professionnellement. En conséquence, lorsque l'organisation fonde la Tegne- og Kunstindustriskolen for Kvinder en 1875, elle en devient la directrice. En 1881, l'école emménage dans un nouveau bâtiment conçu par son mari sur le boulevard H.C. Andersens. Au début, elle enseigne gratuitement à l'école. Avec le soutien de son mari, elle reste directrice jusqu'à sa retraite en 1907. Bien qu'ils n'aient pas eu d'enfants, le couple prit particulièrement soin de Sophy A. Christensen (da), qui deviendra une créatrice de meubles. 
Charlotte Klein est morte le 9 mars 1915 dans le quartier de Frederiksberg à Copenhague et est enterrée au cimetière Assistens. 